# Роздорське I
Роздорське I (рос. Раздорское I)  — багатошарове археологічне поселення на території сучасної станиці Роздорська, Усть-Донецький район,  Ростовська область.

## Опис
Це поселення було відкрито ростовськими краєзнавцями ще в середині 50-х років. Працівники археологічної групи під керівництвом Т.Д. Біланівської зробили шурфування пам'ятника і в 1959 році вивчили випадково знайдене на його площі поховання часів середньої бронзи.
Навесні 1981 року за виликої та тривалої повені був розмитий правий берег Дону, наслідком чого на північній стороні станиці Роздорської був виявлений великий пласт культурних шарів. У тому ж році почалося їх ретельне дослідження експедицією Ростовського університету під керівництвом В. Я. Кияшко.
Поселення утворилося в гирлі маленького яру, який створило русло джерельного струмка, що протікав від корінної тераси і впадав у Дон. Надалі територія даного археологічного поселення збільшувалася вздовж русла Дону. Але в первісному центрі завжди жили люди, таким чином все дно балки наповнилося культурними відкладеннями.
Товщина перерізу шарів Роздорського I (Червоний яр) приблизно 5,5—6 метрів. У наявності наступні шари:
- 1-й шар - неоліт, так званої раковиноярської культури;
- 2—3-й шари раннього енеоліта маріупольського типу;
- 4-й шар належить скелянській культурі,
- 5—6-й шари розвиненого енеоліту;
- 7-й шар пізнього енеоліту костянтинівського типу;
- 8-й шар ранньої бронзи рєпінського типу;
- 9-й шар середньої бронзи катакомбного типу;
- 10—12-й шари пізньої бронзи;
- 13-й шар ранньої залізної доби (IV—III ст. до Р.Х.);
- 14-й шар салтово-маяцької культури;
- 15-й шар донської козацької станиці кінця XVIII — початку XX століть.

Археологічні поселення (Раковинний Яр та Червоний Яр) співіснували паралельно і повне їх дослідження дає можливість відстежити процес освоєння цих земель. Більш старі і багаті реліквіями нижні пласти Раковинного Яру підтверджують, що в ранньому неоліті спочатку люди жили тільки на острові. Пізніше на корінному березі в бухті в точці переправи з'явився ще одне менше поселення. У пізньому неоліті обидва поселення мирно співіснували, а в ранньому бронзовому столітті в результаті впливу різних факторів основним стало Роздорське I, а острівні поселення прийшли в занепад.
У 2015 році комплексна експедиція ИИМК РАН під проводом Р. Н. Поплієвко в рамках робіт за грантами Російського фонду фундаментальних досліджень спільно з РРОО «Донське археологічне товариство» і етно-археологічним комплексом «Загублений Світ» і науковими співробітниками цих установ А. В. Цибриєм і Ст. Ст. Цибриєм, провела розкопки поселення Роздорське I. Було досліджено 48 м² площі поселення в межах розкопок 2004 року. Метою експедиції було дослідження нижніх культурних шарів часів неоліту та енеоліту. В результаті розкопок значно поповнилося збори археологічних матеріалів за неоліту і енеолиту, що дає можливість провести порівняльне дослідження даного поселення з іншим поселенням кінця кам'яної доби, які знаходяться поблизу — Раковинним Яром. Під час розкопок були взяті зразки органіки і ґрунту для коригування датувань поселення та палеоекологічних реконструкцій.
У колекціях РЕМЗ представлений розкопаний археологічний матеріал, знайдений в районі Червоного Яру і безперечно відноситься до Роздорського I. Це залишки кераміки, вироби із сланцю і кварциту. Знайдені предмети зберігаються в Ростовському державному університеті і РОМКА.